# Anomala tolucana
Anomala tolucana är en skalbaggsart som beskrevs av Ohaus 1902. Anomala tolucana ingår i släktet Anomala och familjen Rutelidae. Inga underarter finns listade i Catalogue of Life.